# (9037) 1990 UJ2
A (9037) 1990 UJ2 a Naprendszer kisbolygóövében található aszteroida. Atsushi Sugie fedezte fel 1990. október 20-án.